# Paweł Cieślik
Paweł Cieślik (Poznań, Voivodat de Gran Polònia, 12 d'abril de 1986) és un ciclista polonès, professional des del 2009 i actualment a l'equip Elkov-Author.

## Palmarès
- 2005
  - 1r al Gran Premi des Foires d'Orval
- 2011
  - Vencedor d'una etapa a la Volta a Eslovàquia
- 2012
  - Vencedor d'una etapa a la Małopolski Wyścig Górski
  - Vencedor d'una etapa al Bałtyk-Karkonosze Tour
- 2013
  - Vencedor d'una etapa al Bałtyk-Karkonosze Tour
- 2014
  - 1r al Gran Premi Kralovehradeckeho kraje
  - Vencedor d'una etapa a la Volta a l'Alta Àustria